# Protocalliphora peusi
Protocalliphora peusi är en tvåvingeart som beskrevs av František Gregor Jr och Povolny 1959. Protocalliphora peusi ingår i släktet Protocalliphora, och familjen spyflugor. Arten är reproducerande i Sverige.